# テルペンアルカロイド
テルペンアルカロイドとは、テルペノイドを母核とするアルカロイドの総称。
キンポウゲ科トリカブト属各種、キンポウゲ科デルフィニウム属各種に含まれるトリカブトアルカロイドやスイセン科コウホネに含まれるコウホネアルカロイドなどが知られ、いずれも強い生理活性作用を持つ。
真正アルカロイドと異なり、窒素源がアンモニアに由来し、基本骨格がアミノ酸由来ではない。そのため偽アルカロイド（プソイドアルカロイド、英語: pseudoalkaloid）と呼ばれる。
モノテルペン、ジテルペン、セスキノテルペンを母核とするものをそれぞれモノテルペンアルカロイド、ジテルペンアルカロイド、セスキノテルペンアルカロイドのように呼ぶ。